# Владас Даутартас
Вла́дас Даута́ртас (англ. Vladas Dautartas; *10 березня 1927, 1927, Шилеліс, округ Раудондварис, Литва — 11 жовтня 2000, Вільнюс, там же) — литовський письменник, есеїст, драматург.

## З життєпису
Син громадсько-політичного діяча з Паневежиса Юліуса Даутартаса. 
У 1957 році закінчив навчання бібліотечної справи у Вільнюському університеті. 
Працював в бібліотеках, редакціях періодичних видань тощо.

## Доробок
Написав трилогію оповідань про війну та повоєнні лихоліття в Литві. У новелах переважають описи рибальського господарства, поетизується природа, розкривається світогляд дитини. 
Пригодницькі повісті автора для юнацтва характеризуються динамічністю дії. У романі „Senojo gluosnio pasaka“ («Казка старої верби») лірично змальовано побут і життя духовників і ремісників довоєнного Панемуні. У романі „Vaclovo Gailiaus užrašai“ («Записки Вацлава Гайляуса»), у збірці повістей „Jazminas tėvo sode“ («Ясмини в батьківському саду») показана діяльність повоєнних борців за незалежність країни та репресії радянських органів безпеки. 
Також писав ліричні мініатюри, нариси про письменників, оповідання, екологічні нариси та статті. 
Бібліографія
- Panemunės apsakymai, 1958
- Teka upė pro šalį, повість, 1959
- Jūros spalvos, 1960
- Kai nurausta putinas, у 1963
- Auksinio lyno vaišės, повість, 1965
- Prakeikimo vartai, повість, 1966
- Jis – Kapitonas Pramuštgalvis, повість, 1970
- Miškinukas ir senelis Kaukas, повісті, 1971
- Pokalbis su upokšniu, 1971
- Žydrieji jungos, повість, 1972
- Sapnuoju karalystę, 1979
- Senojo gluosnio pasaka, роман, 1980
- Klevo lapas, rasos lašas, ліричні мініатюри, 1981
- Vėjai, повість, 1985
- Beržų sulos rinkėjai, нарис, 1985
- Ant pakelės akmens, оповідання, 1987
- Vaclovo Gailiaus užrašai, роман, 1995
- Jazminas tėvo sode, повісті, 1995.
- Nežinomi Viešpaties keliai, оповідання, 2000
- Lakštingalų naktis, збірка, Versus aureus, 2007 ISBN 978-9955-699-83-5

Твори Владаса Даутартаса перекладено латиською, українською, вірменською, румунською, російською мовами.
Зокрема, українською в перекладі Дмитра Чередниченка оповідання письменника «Жителька старого Вільнюса» ввійшло до антології «Литовське радянське оповідання» (К.: «Дніпро», 1981. — С. 139-143; серія «Радянські оповідання»).

## Пам'ять
У рідному місті автора Шилелі у 2016 році одна з вулиць названа на його честь і встановлено пам'ятний камінь (арх. Віолета Бейгієне, скульптор. Данєліус Содейка).